# Casale Corte Cerro
Casale Corte Cerro es una localidad y comune italiana de la provincia de Verbano-Cusio-Ossola, región de Piamonte, con 3.505 habitantes.

## Evolución demográfica
| Gráfica de evolución demográfica de Casale Corte Cerro entre 1861 y 2001 |
|                                                                          |
| Fuente ISTAT - elaboración gráfica de Wikipedia                          |